# 涟东县
涟东县，中国旧县名。
盐阜抗日根据地设。1941年由江苏省涟水县境盐河以东区域析置，治大程集（今涟水县城东北）。因地处县东得名。1949年隶苏北行署区。1950年撤销，并入涟水县。 